# バサヴァ
バサヴァ(カンナダ語: ಬಸವೇಶ್ವರ、英語: Basaveshwara)は12世紀にインドで活動したインドの政治家、詩人、哲学者、社会改革者。シヴァ派の一派であるリンガーヤタ派の聖人とされている。カリヤーニのチャールキヤ朝やカリヤーニのカラチューリ朝の時代に活躍し、とりわけBijjala2世の治世には大きな影響力を持った。リンガーヤタ派の創始者とされることもあるが、現代の研究ではバサヴァはすでにあった概念を復活させ、洗練させ、普及させたに過ぎないとされている。 
バサヴァはVachanaasという自身の詩から、社会意識を広めた。バサヴァは性差別や社会階級による差別、迷信、儀式を拒み、生まれに関係なくすべての人にシヴァへのバクティを常に思い起こさせるためにシヴァの像を描いたイシュタリンガと呼ばれるネックレスを奨励した。王国の首席大臣としては人々の生まれを問わず、公開で人生の世俗的あるいは宗教的な問題を議論するAnubhava Mantapaなどの公的機関を設立した。
バサヴァの文芸作品にはカンナダ語で書かれたVachana Sahityaなどがある。

## 関連文書
- Speaking of Siva,A. K. Ramanujan著. Penguin. 1973. ISBN 978-0-14044-270-0
- Shiva Prakash, H.S. (1997). “Kannada”. In Ayyappapanicker. Medieval Indian Literature:An Anthology. Sahitya Akademi. ISBN 978-81-260-0365-5